# Ã
La lettera portoghese Ã/ã rappresenta una "A nasale" (IPA: /ɐ̃/). La lettera è usata anche nell'ortografia del casciubo, del vietnamita e dell'arumeno.
Il portoghese possiede un certo numero di vocali e semivocali nasali:
- [ɐ̃] (ã, an, am)
- [ẽ] (en, em)
- [ĩ] (in, im)
- [õ] (õ, on, om)
- [ũ] (un, um)
- [j̃] (come in mãe)
- [w̃] (come in mão)